# Georgios Bogris
Georgios „George“ Bogris oder Giorgos Bogris (griechisch Γεώργιος (Γιώργος) Μπόγρης; * 19. Februar 1989 in Athen) ist ein griechischer Basketballspieler.

## Karriere
Georgios Bogris begann seine Karriere bei Ilisiakos Athen, wo er bis 2006 für die Herrenmannschaft in der zweiten griechischen Liga debütierte. Zwischen 2009 und 2011 spielte Bogris für den griechischen Rekordmeister Panathinaikos Athen, wo er neben zwei Meisterschaften 2011 auch die EuroLeague gewinnen konnte. Nach einer Saison bei Aris Thessaloniki wechselte Bogris 2012 zu Panionios Athen, spielte dann für PAOK Thessaloniki, bevor er sich entschied ins Ausland zu wechseln. Nach Aufenthalten in Andorra und Bilbao spielt er seit dem Sommer 2016 für den Iberostar Tenerife. Mit diesem wurde er Gewinner der erstmals ausgetragenen Basketball Champions League. Somit zum ersten Griechen der die beiden höchstdotierten, miteinander Konkurrierenden, europäischen Vereinswettbewerbe, Euroleague und Champions League, gewinnen konnte. Im Halbfinale des Final Four hatte sich das Team aus Teneriffa zuvor noch gegen den italienischen Vertreter Reyer Venezia Mestre, bei dem, neben weiteren, Michael Bramos und Benjamin Ortner zum Einsatz kamen, mit 67:58 Punkten durchgesetzt, um im Finale den Banvit BK mit 63:59 Punkten zu bezwingen. Für seine Leistungen wurde Bogris mit der Nominierung in der Star Lineup, (Best Team) berücksichtigt.

## Nationalmannschaft
Bogris durchlief alle Juniorennationalmannschaften Griechenlands und nahm mit diesen an insgesamt sechs Europameisterschaften teil. Seine größten Erfolge erzielte er 2009 mit der Gold- und 2007 mit der Silbermedaille.

## Privates
Bogris war zwischen 2010 und 2011 mit der bekannten griechischen Musikerin Elli Kokkinou liiert.

## Erfolge
- Griechischer Meister: 2010, 2011
- EuroLeague: 2011
- Basketball Champions League: 2017
- Intercontinental Cup: 2020
- U20-Europameister: 2009
- U18-Vize-Europameister: 2007

## Auszeichnungen
- Teilnahme an den U20-Europameisterschaften: 2008, 2009
- Teilnahme an den U18-Europameisterschaften: 2006, 2007
- Teilnahme an den U16-Europameisterschaften: 2004, 2005
- Teilnahme am griechischen All-Star-Game: 2014
- Most Improved Player Basket League: 2014
- Star Lineup: 2017